# Jean-Luc Sadourny
Pour les articles homonymes, voir Sadourny.
Pas d'image ? Cliquez ici

a Compétitions nationales et continentales officielles uniquement.

b Matchs officiels uniquement.
Dernière mise à jour le 12 août 2009.
Jean-Luc Sadourny (dit la Vieille) est un joueur de rugby à XV, né le 26 août 1966 à Toulouse, de 1,81 m pour 91 kg qui a fait toute sa carrière à Colomiers. Il fut sélectionné à 71 reprises en équipe de France, de 1991 à 2001, inamovible arrière du XV de France, succédant sans heurt à Serge Blanco.

## Biographie
Formé à l'US Colomiers, il y effectue toute sa carrière de joueur, évoluant 21 saisons en équipe première.
Encore junior crabos, il dispute son premier match en équipe fanion en 1984 contre Vic-en-Bigorre en groupe B.
Il participe ensuite à la montée en puissance de son club qui monte en groupe A en 1989 avant de remporter le Challenge européen en 1998 et de disputer la finale de la coupe d'Europe en 1999 et du Championnat de France en 2000.
Il est l'auteur en 1994 contre la Nouvelle-Zélande de ce qui fut qualifié d'« essai du siècle » ou « essai du bout du monde » par de nombreux observateurs.
Après sa retraite de joueur, il devient entraîneur, d'abord à Colomiers puis à Blagnac et à Saint-Gaudens.
En 2010, Jean-Luc Sadourny a créé son restaurant le "Sadourny Café" à Colomiers.

## Carrière de joueur

### En club
- US Colomiers.

Le 30 janvier 1999, il joue avec l'US Colomiers la finale de la Coupe d'Europe au Lansdowne Road de Dublin face à l'Ulster mais les Columérins s'inclinent 21 à 6 face aux Irlandais.

### En équipe de France
- Jean-Luc Sadourny a connu sa première sélection le 4 septembre 1991 contre les Gallois, rencontre au cours de laquelle il remplace Serge Blanco en cours de partie[2].

### Avec les Barbarians
En mai 2000, il est sélectionné avec les Barbarians français pour jouer le Pays de Galles au Millennium Stadium de Cardiff. Il est le capitaine de l'équipe à l'occasion de ce match. Les Baa-Baas s'inclinent 40 à 33. En novembre 2000, il connaît une dernière sélection avec les Barbarians français contre la Nouvelle-Zélande au Stade Bollaert à Lens. Les Baa-Baas parviennent à s'imposer 23 à 21.

### En tant qu'entraîneur
- US Colomiers
- Blagnac SCR 2007-2008
- Stade saint-gaudinois depuis 2008

## Palmarès

### En club
Avec l'US Colomiers
- Challenge de l'Espérance :
  - Vainqueur (3) : 1989, 1990 et 1992
  - Finaliste (1) : 1991
- Challenge européen :
  - Vainqueur (1) : 1998
- Coupe d'Europe de rugby à XV :
  - Finaliste (1) : 1999
- Championnat de France de première division :
  - Vice-champion (1) : 2000

### En équipe de France
- Grand chelem en 1997 et 1998
- Vainqueur de la Coupe Latine en 1995 et 1997

### Distinction personnelle
- Oscars du Midi olympique :  Oscar d'Argent 1997

## Statistiques en équipe nationale
- 71 sélections
- 14 essais, 4 drops (81 points)
- Sélections par année : 2 en 1991, 7 en 1992, 6 en 1993, 8 en 1994, 15 en 1995, 9 en 1996, 13 en 1997, 4 en 1998, 3 en 1999, 1 en 2000, 3 en 2001
- Participation à la Coupe du monde :
  - 1991 : 1 sélection (Canada)
  - 1995 : 5 sélections (Tonga, Écosse, Irlande, Springboks, Angleterre)

### Tournoi des Cinq/Six Nations
| Édition           | Rang | Résultats France | Résultats Sadourny | Matchs Sadourny |
| ----------------- | ---- | ---------------- | ------------------ | --------------- |
| Cinq Nations 1992 | 2    | 2 v, 0 n, 2 d    | 1 v, 0 n, 2 d      | 3/4             |
| Cinq Nations 1994 | 3    | 2 v, 0 n, 2 d    | 2 v, 0 n, 2 d      | 4/4             |
| Cinq Nations 1995 | 3    | 2 v, 0 n, 2 d    | 2 v, 0 n, 2 d      | 4/4             |
| Cinq Nations 1996 | 3    | 2 v, 0 n, 2 d    | 2 v, 0 n, 2 d      | 4/4             |
| Cinq Nations 1997 | 1    | 4 v, 0 n, 0 d    | 4 v, 0 n, 0 d      | 4/4             |
| Cinq Nations 1998 | 1    | 4 v, 0 n, 0 d    | 4 v, 0 n, 0 d      | 4/4             |
| Six Nations 2001  | 5    | 2 v, 0 n, 3 d    | 1 v, 0 n, 2 d      | 3/5             |

Légende : v = victoire ; n = match nul ; d = défaite ; la ligne est en gras quand il y a Grand Chelem.

### Coupe du monde
| Édition             | Rang               | Résultats France | Résultats Sadourny | Matchs Sadourny |
| ------------------- | ------------------ | ---------------- | ------------------ | --------------- |
| Royaume-Uni 1991    | Quart-de-finaliste | 3 v, 0 n, 1 d    | 1 v, 0 n, 0 d      | 1/4             |
| Afrique du Sud 1995 | Troisième          | 5 v, 0 n, 1 d    | 4 v, 0 n, 1 d      | 5/6             |

Légende : v = victoire ; n = match nul ; d = défaite.